# 拉卡杭阿環礁

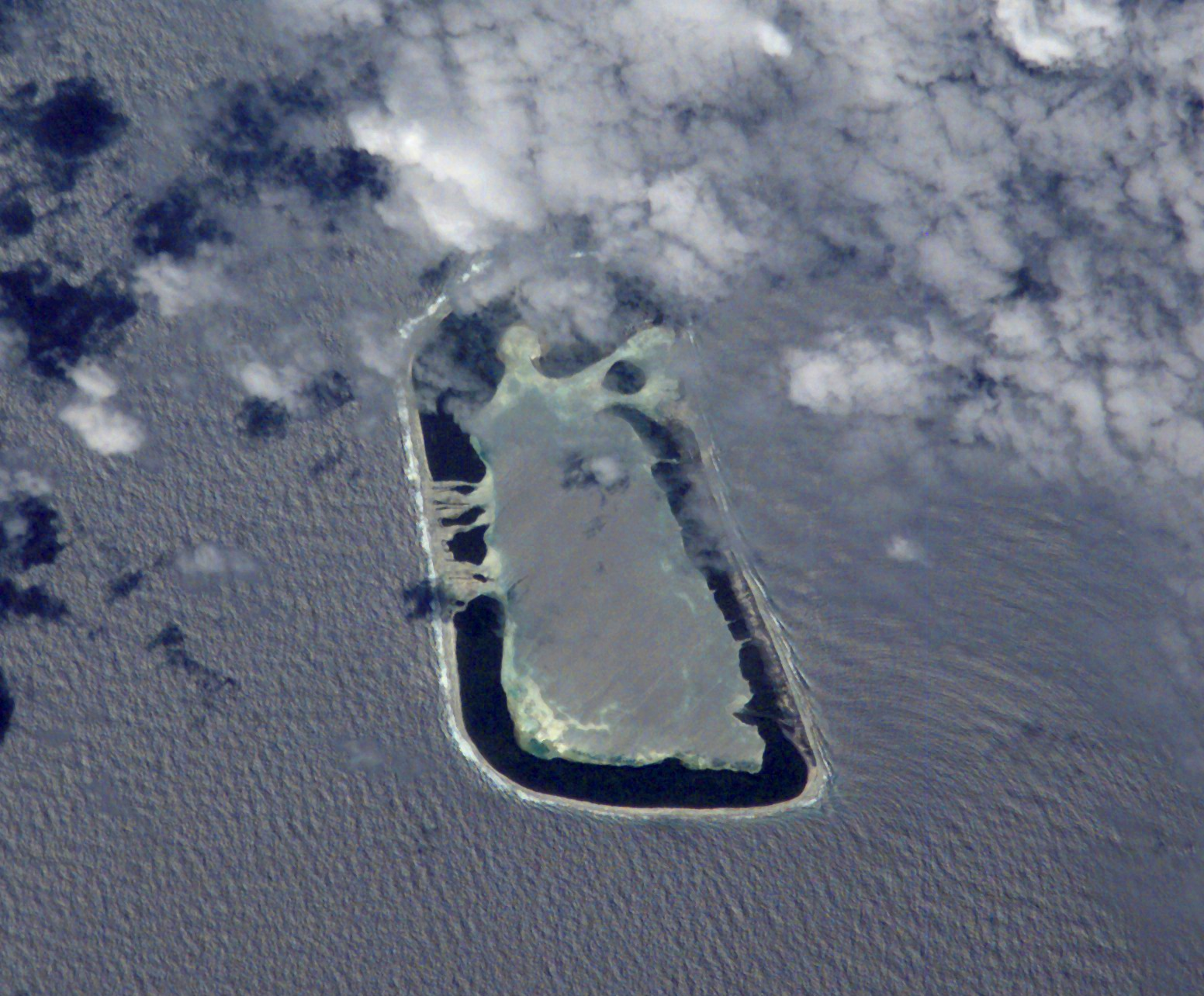
拉卡杭阿環礁

拉卡杭阿環礁（Rakahanga）是庫克群島的一個環礁，位於太平洋中北部，距庫克群島首都所在地拉羅湯加島有1,248（775英里）。拉卡杭阿環礁地處赤道以南1,111（690英里），由7個較大的島嶼和4個較小的島嶼構成。

## 外部連結
- Pictures and information about Rakahanga 的存檔，存档日期11 January 2012.

10°02′S 161°05′W / 10.033°S 161.083°W